# لیسی سانتوس
لیسی سانتوس (انگلیسی: Leicy Santos؛ زادهٔ ۱۶ مهٔ ۱۹۹۶) بازیکن فوتبال اهل کلمبیا است.
وی همچنین در تیم‌های ملی فوتبال زیر ۱۷ سال، زیر ۲۰ سال و زنان کلمبیا بازی کرده‌است.
وی در مسابقات کشوری و بین‌المللی در مجموع برندهٔ یک مدال طلا شده‌است.